# Maître Chocolatier - Talenti in sfida (prima edizione)
La prima edizione del talent show culinario Maître Chocolatier - Talenti in sfida, composta da 5 puntate, è stata trasmessa ogni sabato dal 20 novembre al 18 dicembre 2021 alle 19:15, nella fascia preserale, ed è stata vinta dalla cuoca Lisa Pericoli.

## Concorrenti
| Nome                | Età1 | Occupazione                   | Città           | Posizione |
| ------------------- | ---- | ----------------------------- | --------------- | --------- |
| Lisa Pericoli       | 27   | Cuoca                         | Poppi (AR)      | 1º        |
| Luca Daniele        | 35   | Responsabile di cioccolateria | Milano          | 2º        |
| Gianluca Fiore      | 25   | Pasticciere freelance         | Palestrina (RM) | 2º        |
| Alessio Tocchio     | 26   | Titolare di pasticceria       | Lerici (SP)     | 4º        |
| Federica Ranaldi    | 27   | Titolare di pasticcieria      | Roma            | 5º        |
| Andrea Canosa       | 40   | Chimico                       | Roma            | 6º        |
| Lucio Fiorino       | 52   | Docente e consulente          | Roma            | 7º        |
| Federica Selleghini | 31   | Responsabile di cioccolateria | Ravenna         | 8º        |
| Vincenzo Iarriccio  | 26   | Cioccolatiere                 | Torino          | 9º        |
| Giusy Sireci        | 58   | Cioccolatiera "on the road"   | Larciano (PT)   | 10º       |

1L'età dei concorrenti si riferisce all'anno della messa in onda del programma.

## Puntate

### Prima puntata
Data: sabato 20 novembre 2021
- Creation Test: i concorrenti hanno 3 ore di tempo per progettare, scegliere gli ingredienti e realizzare un dolce che parli di loro grazie al linguaggio del cioccolato.
  - Dolci: L'Occhio di Ra (Federica S.), Mattone (Gianluca), Il treno (Giusy), Resume (Vincenzo), Double face (Luca), Casentino (Lisa), Machu Picchu (Andrea), Corrente marina (Alessio), Nuvoletta (Federica R.), Alù (Lucio).
    - Migliore: Lisa.
    - Peggiori: Giusy e Lucio ("osservati speciali").

- Expertise Test: i concorrenti hanno 20 minuti di tempo per realizzare due tavolette di cioccolato fondente da insaporire con un ingrediente a piacere, scegliendo quale presentare tra le due.
  - Prima batteria: Federica S. (peperoncino), Alessio (arancia e mandorle), Lucio (peperoncino).
  - Seconda batteria: Luca (sale), Andrea (sale), Giusy (arancia e mandorle), Lisa (peperoncino).
  - Terza batteria: Vincenzo (limone e zenzero), Federica R. (peperoncino), Gianluca (arancia e mandorle).
    - Peggiori: Lucio, Giusy e Vincenzo.
    - Eliminati: Giusy e Vincenzo.

### Seconda puntata
Data: 27 novembre 2021
- Creation Test: i concorrenti hanno 2 ore e mezza di tempo per creare un dolce che «porti in viaggio» col gusto o con la fantasia. La giudice ospite è Margherita Granbassi.
  - Dolci: Viaggio nella quinta forma (Lucio), Pret-a-porter (Gianluca), L'isola non trovata (Lisa), In un bosco (Andrea), Il sogno del viaggio (Federica R.), Barchette golose (Alessio), Da Firenze a Tokyo (Federica S.), Aeroplanino (Luca).
    - Migliore: Andrea.
    - Peggiori: Lisa e Federica S. ("osservate speciali").

- Expertise Test: i concorrenti hanno 1 ora e mezza di tempo per creare «la pralina perfetta».
  - Dolci: Papilla (Luca), Arachidi golose (Alessio), Fattore C (Federica R.), Green power (Gianluca), Toto (Lucio), Inverno (Andrea), Tequila fuego (Federica S.), Salotto indiano (Lisa).
    - Peggiori: Federica S., Lucio e Andrea.
    - Eliminati: Federica S. e Lucio.

### Terza puntata
Data: 4 dicembre 2021
- Creation Test: i concorrenti hanno 2 ore e mezza di tempo per prendere spunto dal mondo dei gioielli e delle pietre preziose per creare un dolce che deve essere «lucido e bello proprio come un gioiello». La giudice ospite è Antonia Dell'Atte.
  - Dolci: Grasberg (Gianluca), Ametista (Lisa), Trilogy (Andrea), La perla di Tahiti (Luca), Senza nome (Alessio), Oltreoceano (Federica R.).
    - Migliore: Gianluca.
    - Peggiori: Lisa e Andrea ("osservati speciali").

- Expertise Test: i concorrenti devono ricreare la celebre pralina Lindor.
  - Prima fase: inizialmente lavorando uno alla volta, ciascun concorrente ha 30 secondi di tempo per riempire il maggior numero di Lindor al latte tra i 63 gusci a disposizione, mediante la segretissima crema scioglievole.
    - Risultati: Gianluca (riempiti 19 - buoni 11), Lisa (riempiti 14 - buoni 10), Alessio (riempiti 18 - buoni 14), Luca (riempiti 15 - buoni 13), Federica R. (riempiti 20 - buoni 14), Andrea (riempiti 16 - buoni 9).

  - Seconda fase: i concorrenti hanno 20 minuti di tempo per sigillare i Lindor precedentemente riempiti a dovere con una goccia di cioccolato temperata alla perfezione, facendolo in maniera creativa.
    - Dolci: Andrea (cappuccino), Lisa (curry), Gianluca (sale), Luca (caffè), Alessio (cioccolato fondente e pepe nero/cannella), Federica R. (peperoncino).
      - Migliori: Federica R. e Alessio.
      - Peggiori: Lisa e Andrea.
      - Eliminato: Andrea.

### Quarta puntata
Data: 11 dicembre 2021
- Creation Test: i concorrenti hanno 2 ore di tempo per creare un dolce più «cioccolatoso» possibile, che piaccia a grandi e piccini, che possa essere fatto in famiglia ma che esteticamente non sfigurerebbe in nessuna pasticceria. I giudici ospiti sono i The Pozzolis Family.
  - Dolci: Leolindt (Alessio), 1000 gusti + 1 (Federica R.), Le delizie di zia Annie (Lisa), No Donuts (Gianluca), Bis-cotti (Luca).
    - Migliori: Luca e Alessio (vincitore).

- Expertise Test: i concorrenti hanno 1 ora di tempo (compreso quello di raffreddamento) per creare un dolce dal cioccolato con un corpo cavo (come l'Orsetto Lindt) da regalare a una persona cara, mediante uno stampo particolare e scegliendo tra cioccolato fondente, al latte oppure bianco.
  - Dolci: Pasqua (Gianluca), Lusso (Alessio), Zisa esplosiva (Lisa), Protezione (Luca), Moka (Federica R.).
    - Peggiori: Lisa e Federica R.
    - Eliminata: Federica R.

### Quinta puntata - Finale
Data: 18 dicembre 2021
- Prima fase: i concorrenti hanno 2 ore di tempo per realizzare un'opera di cioccolato che rappresenti al meglio uno dei quattro elementi. La giudice ospite è Debora Villa.
  - Dolci: Orange (Alessio), Ace Box (Luca), Wave (Gianluca), Coral Reef (Lisa).
    - Eliminato: Alessio.

- Seconda fase: i concorrenti hanno 2 ore di tempo per proporre la propria "Limited Edition", che sarà valutata nelle componenti dell'estetica, del nome e del packaging. Tornano i concorrenti già eliminati per supportare i finalisti.
  - Dolci: La via della seta (Lisa), Oro del Sud (Gianluca), La Via Lattea (Luca).
    - Vincitore della prima edizione di Maître Chocolatier - Talenti in sfida: Lisa.

## Ascolti
| Puntata | TV8              | TV8            | TV8   | Fonte |
| Puntata | Messa in onda    | Telespettatori | Share | Fonte |
| ------- | ---------------- | -------------- | ----- | ----- |
| 1       | 20 novembre 2021 | 209.000        | 1,1%  | [ 5 ] |
| 2       | 27 novembre 2021 | 219.000        | 1,1%  | [ 6 ] |
| 3       | 4 dicembre 2021  | 205.000        | 1,1%  | [ 7 ] |
| 4       | 11 dicembre 2021 | 178.000        | 0,9%  | [ 8 ] |
| 5       | 18 dicembre 2021 | 172.000        | 0,9%  | [ 9 ] |
| Media   | Media            | 196.600        | 1,02% |       |